# Nori
Nori (海苔?) es un término japonés usado para referirse a variedades comestibles de alga marina de las diversas especies de alga roja Porphyra, especialmente Porphyra yezoensis y Porphyra tenera. También se usan otros tipos diferentes de alga, incluidas algunas cianobacterias. Nori también se refiere comúnmente a productos alimenticios creados a base de estos seres marinos. Los productos finales se elaboran cortando las algas en tiras y secándolas mediante un proceso parecido al del papel. El nori se usa generalmente para enrollar el onigiri y el sushi. 

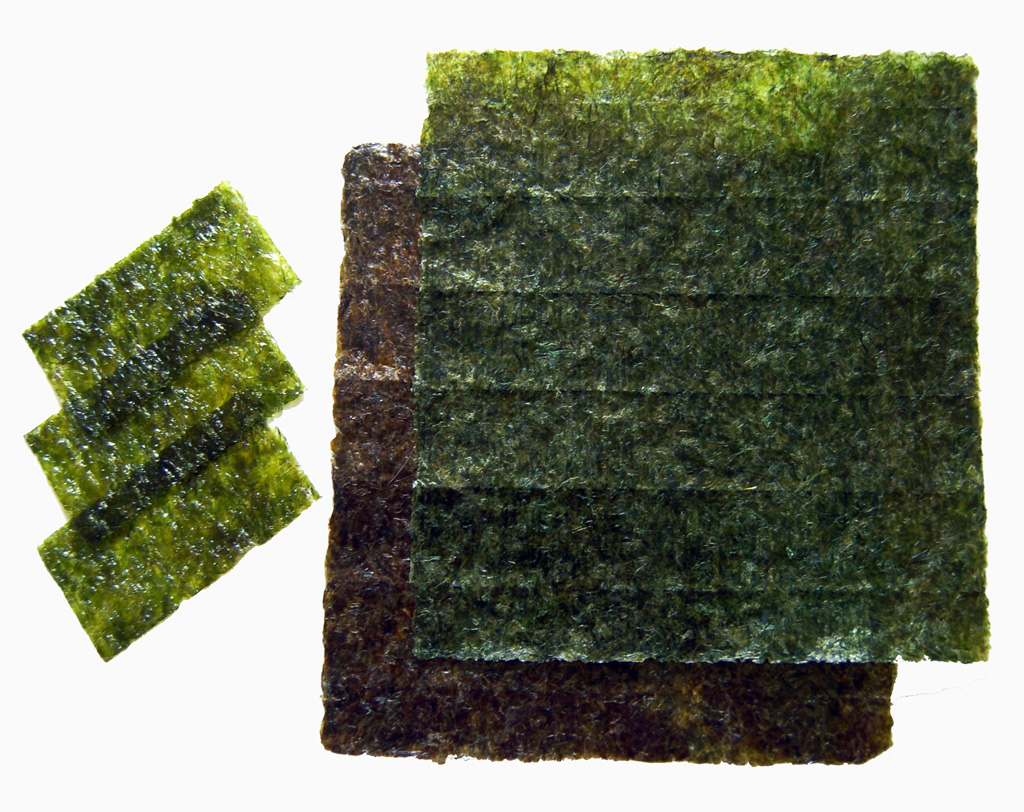
Nori.

También se consume nori en forma de pasta aromatizada con salsa de soja llamada noritsukudani (海苔佃煮). El nori seco y en polvo se llama aonori (青海苔), literalmente nori azul, y se usa como especia en platos comunes como okonomiyaki o yakisoba.
En Japón más de 600 km² de litoral costero son utilizados para producir 350 000 toneladas de nori, con un valor de 1 000 millones de dólares en 2002. La producción de China es un tercio del volumen producido en Japón.

## Producción

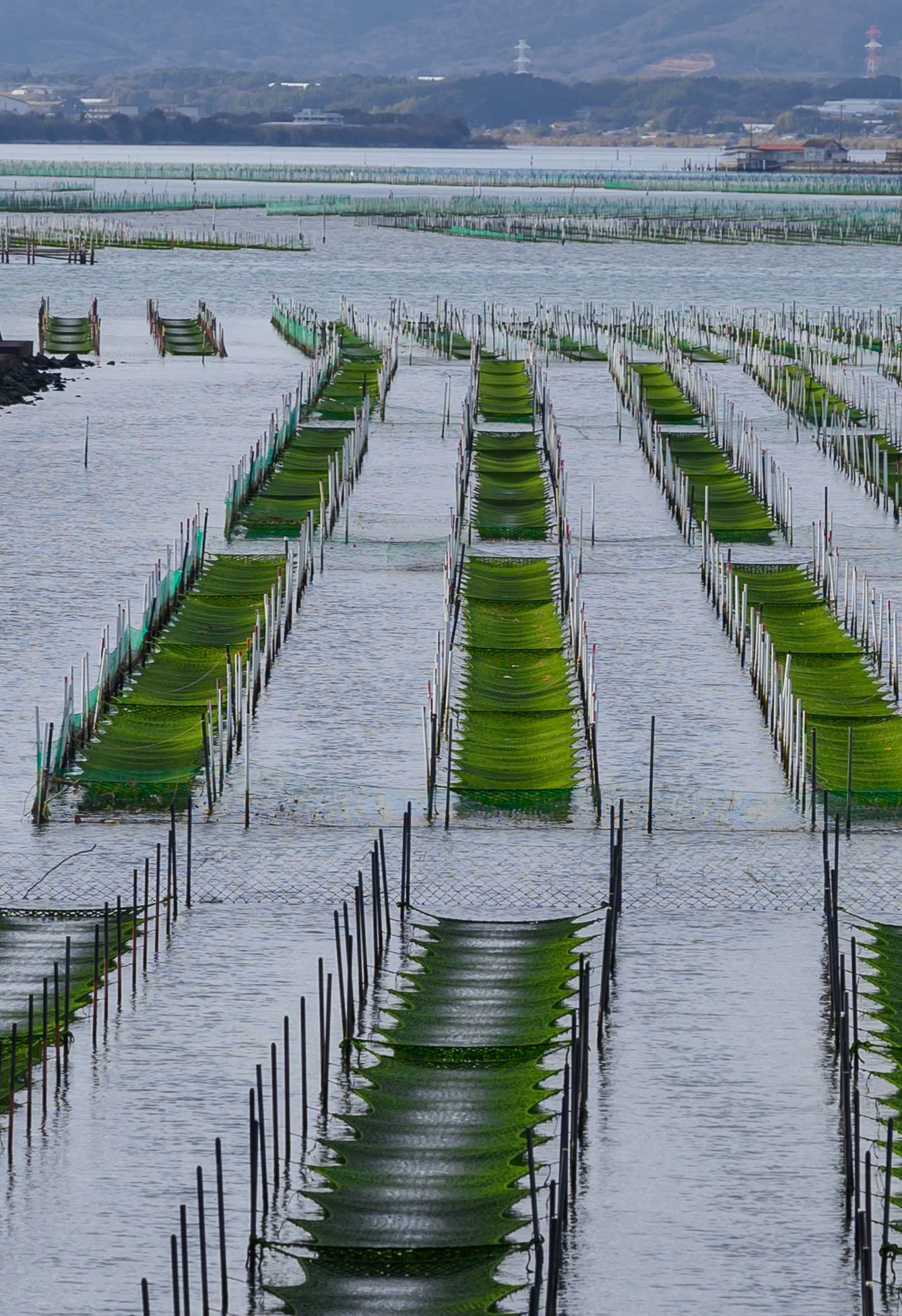
Cultivo de nori

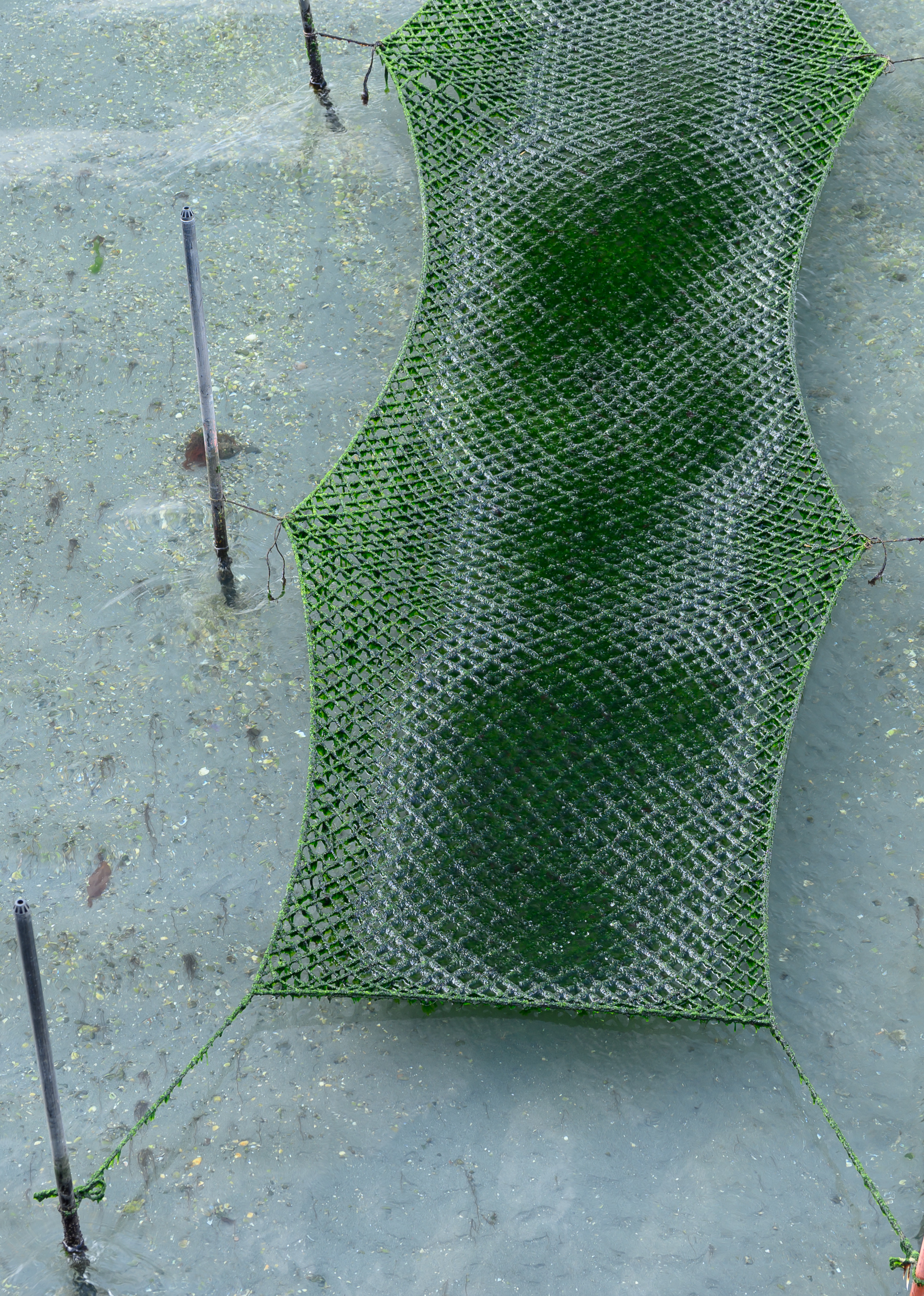
Detalle de cultivo de nori

La producción y el procesamiento del nori es una forma avanzada de agricultura. La biología de Porphyra, aunque complicada, es bien comprendida, y este conocimiento es utilizado para controlar el proceso de producción desde mediados del siglo XX. En aquel entonces la producción de esta alga estaba declinando, pero las investigaciones de Kathleen Mary Drew-Baker cambiaron radicalmente esta situación. El cultivo tiene lugar en el mar, donde las algas crecen unidas a redes suspendidas en la superficie del mar y los agricultores trabajan desde barcos. Las plantas crecen rápido, requiriendo 45 días desde la "siembra" hasta la primera cosecha, pudiendo recogerse múltiples cosechas de una sola siembra, normalmente en intervalos de diez días. 
La recolección se lleva a cabo utilizando cosechadoras mecánicas configuradas para tal fin y el procesamiento de la materia prima se realiza en su mayoría por máquinas altamente automatizadas que duplican con precisión las etapas de procesamiento manuales tradicionales, pero con una eficiencia y consistencia mejoradas. 
El producto final es una lámina negra y seca, fina como el papel, de aproximadamente 18 cm x 20 cm y 3 gramos de peso.